# Дуглас, Джеймс, 7-й граф Дуглас
Джеймс Дуглас (1371 — 24 марта 1443) — крупный шотландский аристократ и магнат, 1-й граф Эйвондейл (1437—1443) и 7-й граф Дуглас (1440—1443). Также известен как Джеймс Гросс и Джеймс из Балвени.

## Биография
Второй сын Арчибальда Дугласа, 3-го графа Дугласа, и Джоанны де Моравия, дочери Мориса де Моравия, 1-го графа Стратерна.
В сентябре 1402 года в битве при Хомильдон-Хилле шотландское войско под командованием Арчибальда Дугласа, 4-го графа Дугласа потерпело сокрушительное поражение от английской армии под предводительством Генри Перси «Горячая Шпора». Сам Арчибальд Дуглас был взят в плен англичанами. После пленения своего старшего брата Джеймс Дуглас стал исполнять обязанности главы главной линии клана Дугласов и поддерживать влияние своей могущественной семьи в Южной Шотландии. В 1409 году Арчибальд Дуглас, 4-й граф Дуглас, был освобождён из плена и вернулся в Шотландию. Джеймс Дуглас стал советником при старшем брате и получил в награду обширные поместья. Он избрал своей резиденцией замок Аберкорн, который стал его основным местом проживания.
В начале 1420-х годов Джеймс Гросс выступал в качестве связующего звена между своим старшим братом Арчибальдом Дугласом, 4-м графом Дугласом, и Мердоком Стюартом, 2-м герцогом Олбани, который исполнял обязанности регента Шотландии во время нахождения своего двоюродного брата, короля Якова I Стюарта, в английском плену. Его связь с герцогом Олбани не помешала Джеймсу Дугласу стать советником короля, как только он вернулся из английского плена в начале 1424 года. Вместе со своим племянником Арчибальдом Дугласом, 5-м графом Дугласом, Джеймс Дуглас заседал в составе судейской комиссии, которая обвинила герцога Олбани и двух его сыновей в измене и отказе выплатить денежный выкуп за короля Якова I Стюарта, который провёл в плену 18 лет.
В 1426 году в качестве награды за свою лояльность королевской власти Джеймс Дуглас получил королевскую грамоту, в которой за ним были подтверждены его поместья, его старший сын Уильям был посвящён в рыцари в 1430 году. До 1435 года Джеймс Дуглас занимал должность шерифа Ланаркшира. В 1437 году король Яков I Стюарт пожаловал Джеймсу Дугласу титул графа Эвондейла.
В феврале 1437 году король Шотландии Яков I Стюарт был убит магнатами-заговорщиками в своём дворце в Перте. Генерал-лейтенантом Шотландии и регентом королевства во время малолетства нового короля Якова II Стюарта стал Арчибальд Дуглас, 5-й граф Дуглас, племянник Джеймса Дугласа. В 1439 году после смерти регента Арчибальда Дугласа началась борьба за регентство между Крайтонами и Ливингстонами. 24 ноября 1440 года на вошедшем в историю, как пример вероломства «чёрном обеде» в Эдинбургском замке по приказу регентов при молодом короле Якове II были убиты Уильям Дуглас, 6-й граф Дуглас, и его младший брат Дэвид.
В ноябре 1440 года после гибели своего внучатого племянника (внука родного брата) Уильяма Дугласа, 6-го графа Дугласа, Джеймс Дуглас унаследовал его титул и владения, став самым могущественным магнатом в Шотландии. На этом факте основывается версия, что за убийством малолетних родственников стоял Джеймс.
24 марта 1443 года Джеймс Дуглас скончался в своём замке Аберкорн. Ему наследовал старший сын Уильям Дуглас, 8-й граф Дуглас.

## Семья и дети
Джеймс Дуглас был дважды женат. Его первой супругой стала Беатрис Стюарт (ум. ок. 1424), дочь Роберта Стюарта, 1-го герцога Олбани, и Маргарет Грэм, графини Ментейта. От первого брака детей не имел.
Около 1425 года вторично женился на Беатрис Синклер (ум. 1462/1463), дочери Генри Синклера (ум. 1420), 2-го графа Оркнейского, и Эгидии Дуглас. Дети от второго брака:
- Беатрис Дуглас, жена Уильяма Хэя (? — 1461), 1-го графа Эррола, лорда-констебля Шотландии
- Уильям Дуглас (1425—1452), 8-й граф Дуглас (1443—1452)
- Джеймс Дуглас (1426—1491), 9-й граф Дуглас (1452—1491)
- Арчибальд Дуглас (1426—1455), граф Морей
- Хью Дуглас (? — 1455), граф Ормонд
- Джон Дуглас (1433—1463), лорд Балвени
- Джанет Дуглас, муж — Роберт Флеминг (1414—1491), 1-й лорд Флеминг
- Маргарет Дуглас (? — 1473), муж — Генри Дуглас из Борга (ум. до 1456)